# Heussé
Heussé és un municipi francès situat al departament de la Manche i a la regió de Normandia. L'any 2007 tenia 250 habitants.

## Demografia

### Població
El 2007 la població de fet de Heussé era de 250 persones. Hi havia 98 famílies de les quals 32 eren unipersonals (12 homes vivint sols i 20 dones vivint soles), 31 parelles sense fills, 31 parelles amb fills i 4 famílies monoparentals amb fills.
La població ha evolucionat segons el següent gràfic:
Habitants censats

### Habitatges
El 2007 hi havia 130 habitatges, 98 eren l'habitatge principal de la família, 26 eren segones residències i 6 estaven desocupats. Tots els 129 habitatges eren cases. Dels 98 habitatges principals, 75 estaven ocupats pels seus propietaris, 22 estaven llogats i ocupats pels llogaters i 2 estaven cedits a títol gratuït; 1 tenia una cambra, 6 en tenien dues, 17 en tenien tres, 33 en tenien quatre i 41 en tenien cinc o més. 77 habitatges disposaven pel capbaix d'una plaça de pàrquing. A 62 habitatges hi havia un automòbil i a 30 n'hi havia dos o més.

### Piràmide de població
La piràmide de població per edats i sexe el 2009 era:
| Homes | Edats   | Dones |
| ----- | ------- | ----- |
| 0     | 95 o +  | 0     |
| 0     | 90 a 94 | 4     |
| 0     | 85 a 89 | 0     |
| 0     | 80 a 84 | 0     |
| 8     | 75 a 79 | 4     |
| 12    | 70 a 74 | 16    |
| 16    | 65 a 69 | 12    |
| 8     | 60 a 64 | 8     |
| 0     | 55 a 59 | 12    |
| 8     | 50 a 54 | 4     |
| 16    | 45 a 49 | 4     |
| 8     | 40 a 44 | 8     |
| 4     | 35 a 39 | 12    |
| 8     | 30 a 34 | 0     |
| 12    | 25 a 29 | 16    |
| 4     | 20 a 24 | 4     |
| 12    | 15 a 19 | 12    |
| 12    | 10 a 14 | 8     |
| 4     | 5 a 9   | 8     |
| 4     | 0 a 4   | 4     |

## Economia
El 2007 la població en edat de treballar era de 130 persones, 92 eren actives i 38 eren inactives. De les 92 persones actives 84 estaven ocupades (51 homes i 33 dones) i 8 estaven aturades (5 homes i 3 dones). De les 38 persones inactives 12 estaven jubilades, 9 estaven estudiant i 17 estaven classificades com a «altres inactius».

### Ingressos
El 2009 a Heussé hi havia 92 unitats fiscals que integraven 229 persones, la mediana anual d'ingressos fiscals per persona era de 12.086 €.

### Activitats econòmiques
Dels 5 establiments que hi havia el 2007, 3 eren d'empreses de construcció, 1 d'una empresa de comerç i reparació d'automòbils i 1 d'una empresa immobiliària.
Els 3 serveis als particulars que hi havia el 2009 eren guixaires pintors.
L'any 2000 a Heussé hi havia 40 explotacions agrícoles que ocupaven un total de 684 hectàrees.

## Poblacions més properes
El següent diagrama mostra les poblacions més properes.